# Kaysaniyya
La kaysaniyya o, més rarament, mukhtariyya és, en l'heresiografia musulmana, el conjunt de seguidors d'al-Mukhtar que van reconèixer Muhàmmad ibn al-Hanafiyya com al seu imam i com a mahdí. El seu nom deriva d'Abu-Amra Kaysan, cap de la guàrdia i líder dels mawles del mahdí. El nom es fa servir també per designar el conjunt de sectes sorgides al voltant del moviment d'al-Mukhtar. Van operar al segle viii. Al segle ix ja no són esmentats, absorbits principalment pel xiisme imamita.

## Sectes derivades
- Karibiyya o kuraybiyya, del seu cap Abu-Kàrib (o Ibn Kàrib) (o Kurayb o Kàrnab) ad-Darir.
- Haiximiyya, d'Abu-Hàixim
- Riyahiyya, d'Abu-Riyah
- Bayaniyya, de Bayan ibn Saman
- Harbiyya o kharibiyya o harithiyya, d'Abd-Al·lah (b. Amr) b. (al-)Harb (o al-Khàrib) o Hàrith al-Kindí al-Kufí o al-Madaïní o aix-Xamí
- Rawandiyya, d'Abd-Al·lah ar-Rawandí o de Qàssim b. Ràwand o d'Abu-l-Abbàs ar-Rawandí
- Bukayriyya, de Bukayr ibn Mahan
- Khidaixiyya, d'Ammar ibn Yazid àlies Khidash.
- Muslimiyya o abu-muslimiyya, seguidors de l'executat Abu-Múslim
- Rizamiyya, de Rizam ibn Sabik.
- Seguidors d'Issa ibn Mussa, nebot del califa al-Mansur
- Hurariyya, d'Abu Hurayra al-Rawandi al-Dimashki.
- Jahaniyya
- Ishaqiyya d'Ishaq ibn Amr.